# Dvärgfasaner
Dvärgfasaner (Galloperdix) är ett släkte i familjen fasanfåglar (Phasianidae) inom ordningen hönsfåglar (Galliformes) bland fåglarna. De förekommer bara på den indiska subkontinenten.
Släktet dvärgfasaner (Galloperdix) har tre arter:
- Röd dvärgfasan (Galloperdix spadicea)
- Brokdvärgfasan (Galloperdix lunulata)
- Ceylondvärgfasan (Galloperdix bicalcarata)